# Région de Chaac-Camaxtli

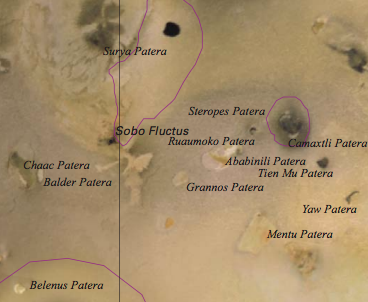
La région de Chaac-Camaxtli sur Io.

La région Chaac-Camaxtli est une région volcanique sur Io, une lune de Jupiter, située entre environ 5 et 20° N et 130 à 160° W dans son hémisphère anti-jovien. Elle se compose principalement de plaines lumineuses bosselées qui occupent la surface. Cette zone est délimitée à l'ouest par Chaac Patera (it) , et à l'est par Camaxtli Patera (it). Au moins 10 centres volcaniques distincts sont situés dans la région, ce qui en fait une région volcaniquement active. La plupart du volcanisme ici est exprimé sous forme de paterae, dont la forme varie de circulaire à elliptique. Une patera est définie par l'Union astronomique internationale comme "des cratères irréguliers ou complexes avec des bords festonnés". Sa plus grande structure volcanique est Chaac Patera (105 km par 48 km).
Cette région présente nombre de caractéristiques qui fournissent des indices sur le volcanisme, le tectonisme et les processus magmatiques sur Io.

## Observations

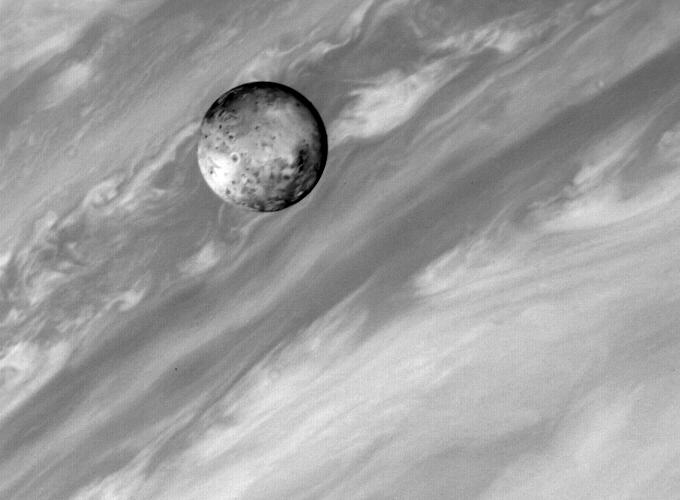
Image d'approche de Voyager 1 d'Io, avec les nuages de Jupiter en arrière-plan.

Voyager 1 fournit les premières images des différentes structures géologiques d'Io. Celles-ci sont ensuite utilisées pour identifier les principales caractéristiques volcaniques, y compris la couleur du magma pour en déduire la composition et déterminer les séquences d'éruption. Les photos ont une mauvaise résolution (5–20 km par pixel) en ce qui concerne la région de Chaac-Camaxtli, permettant peu d'études complémentaires. Les photos ont cependant été utilisées pour cartographier les taches sombres de Chaac Patera, Camaxtli Patera et une autre région qui est maintenant considérée comme Sobo Fluctus.Une découverte importante a été le manque de cratères d'impact sur Io, ce qui signifie que la surface est géologiquement jeune.

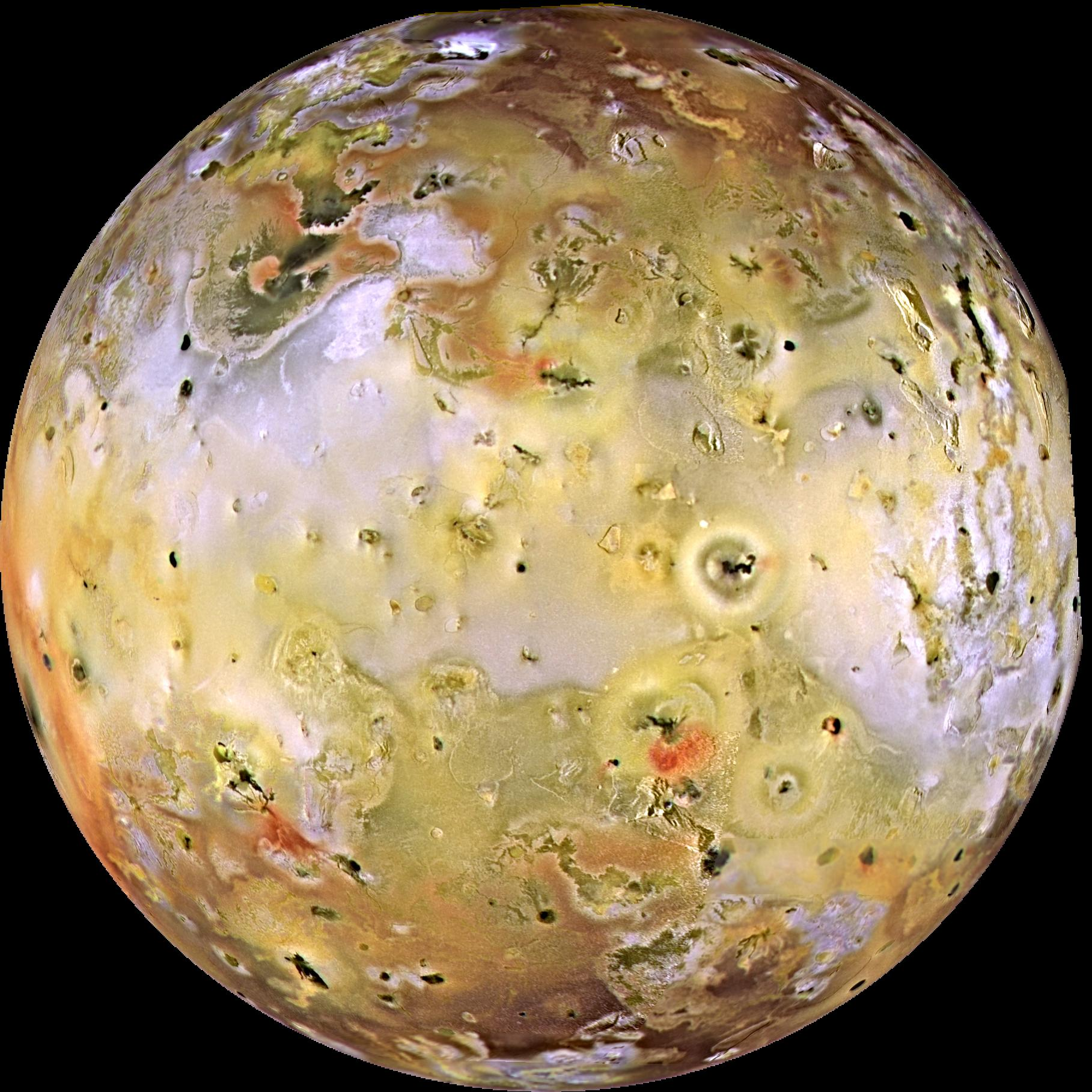
Photomosaïque de Galileo d'Io, réalisée en novembre 1996.

L'imagerie principale utilisée pour visualiser la zone a été produite par le survol Galileo I27 qui a eu lieu en février 2000. En raison du succès de ces images, différentes caractéristiques volcaniques ont été identifiées et nommées de manière appropriée.

## Géographie

### Chaac Patera
Le survol de Galileo d'Io fournit des photos très détaillées (5–10 m par pixel) de Chaac Patera. Cette patera est située à (11,8° N, 157,2° W) et définit la limite ouest de la région de Chaac-Camaxtli. Elle porte le nom du dieu maya du tonnerre et de la pluie. Les parois de la patera font 4 km de hauteur et leur pente moyenne est d'environ 70°. Ses dimensions sont 105 km par 48 km. La patera semble être située sur un grand plateau dont les escarpements abruptes suggèrent que les matériaux dont il est fait doivent être durs pour éviter l'effondrement.
Cette patera est souvent surnommée «terrain de golf» en raison de sa présence de matière verte sur le sol, détectée par le NIMS. Ce spectromètre de masse proche infrarouge est utilisé pour interpréter les données thermiques. Le sol de la patera est recouvert de lave, mais les images ne peuvent pas discerner si le vert est une caractéristique principale ou secondaire. On pense que la lave sur le sol de la patera adopte une morphologie similaire aux calderas terrestres telles que Kilauea à Hawaï.
La lave monte le long des fractures,. Cette observation laisse entendre que les paterae sur Io sont formées par une combinaison de volcanisme et de tectonique.
Les planchers de la patera sont couverts de coulées de lave gonflées et de lacs, suggérés par les structures «en anneau» et les petites îles. La lave coule, puis redescent vers leurs cratères. Un cratère possible est situé dans la partie la plus méridionale de la patera, qui a migré depuis le nord. Les schémas de migration peuvent être déduits des changements dans les images de Voyager à Galileo. De nombreux articles conviennent qu'une couche d'épaisseur faible à moyenne de SO2 est présente dans la patera ,,.
Les orientations des crêtes autour de la patera pourraient fournir des informations sur la lithosphère régionale. Les arêtes sont orientées dans un azimut constant de 010°, indépendamment de l'orientation de la paroi de la patera. Il existe également des crêtes plus petites avec un azimut de 088°. Ces crêtes semblent n'avoir aucune influence sur les montagnes ou les failles locales. Au lieu de cela, les orientations des crêtes sont formées par les forces de marées subis de Io par Jupiter.

### Camaxtli Patera

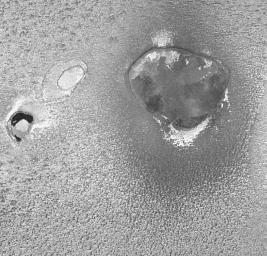
La caractéristique de droite est Camaxtli Patera.

Camaxtli Patera se trouve à l'extrémité est de la région de Chaac-Camaxtli (15° N, 136° O). Elle porte le nom du dieu aztèque du tonnerre, de la tornade et de la guerre. Un point chaud se trouve dans la patera. La plupart des images de la patera proviennent du NIMS et des orbites E15, I24 et I27 des survols de Galileo. La patera présente des coulées sombres sur son sol, ainsi qu'un bord sombre. Il y a une abondance modérée de concentration de SO2 blanc dans la région. La patera présente également un halo autour d'elle, composé d'un matériau diffus sombre . La grande quantité de matière sombre dans et autour de la patera, associée aux différences entre les photos de Voyager et de Galileo, suggère qu'elle est assez active. Cette observation est étayée par les données NIMS. L'emplacement du cratère a migré du côté est vers le côté ouest de la patera.

### Sobo Fluctus
Sobo Fluctus est un champ d'écoulement volcanique sombre. Il est nommé d'après l'esprit vaudou du tonnerre. Ses coordonnées sont (14° N, 151° W). Sa température estimée est d'environ 130 K. La superficie estimée du matériau sombre est d'environ 1,3 × 103 km2. Les coulées sombres sont entourées de coulées de lave brillantes que l'on pense être des sources secondaires de volcanisme riche en soufre et en SO2.